# A Dirty Shame
A Dirty Shame ist eine US-amerikanische Film-Satire von John Waters aus dem Jahr 2004. 

## Handlung
Der Film handelt von einer sexmüden, konservativen Hausfrau, die durch einen Unfall zur Sexbesessenen wird und durch ihren ungezügelten Trieb ihre Mitmenschen schockiert. Schließlich merkt sie, dass sie mit ihrem übersteigerten Trieb nicht allein ist, sondern immer mehr Menschen zu den „Sexsüchtigen“ gehören. Entschlossen, den „Sexsüchtigen“ Einhalt zu gebieten, gruppieren sich die „Neutren“, welche von sexuellem Verhalten angewidert sind. Es entsteht ein Machtkampf zwischen diesen beiden Gruppen.
Wie in allen John-Waters-Filmen ist die Handlung in Baltimore angesiedelt.

## Kritiken
Roger Ebert schrieb in der Chicago Sun-Times vom 24. September 2004, der Film sei „monoton“ und liege manchmal „schwer daneben“ in der Annahme, witzig zu sein. Ebert meinte, dass Fetische nicht einfach aufgrund ihrer bloßen Existenz komisch oder schockierend wirken würden, dazu brauche es mehr als „Charaktere, die sie auf der Leinwand fröhlich ausleben“. Tracey Ullman sei eine „großartige“ Komikerin, doch um den Film witzig zu machen, wäre neben ihrer Darstellung ein „Wunder“ nötig.
James Berardinelli bezeichnete die Handlung auf ReelViews als „abgedroschen“ und „uninteressant“, der Humor sei „nur gelegentlich lustig“. Tracey Ullman stelle mit ihrer „manischen Energie“ einen Lichtblick in der ansonsten „erbärmlichen“ und „trüben“ Produktion dar.

„Harte Zeiten für John Waters, Amerikas profiliertesten Berufsprovokateur der 70er Jahre. Was einst als schockierend galt, hat im Zeitalter von “Scary Movie” und Todd Phillips weitgehend an Schrecken verloren, und etwas wirklich Revolutionäres will dem einstigen König des schlechten Geschmacks nicht einfallen.“

„Obszönitäten, Blasphemie, David Hasselhoff auf dem Klo: trotzdem langweilt’s. Fazit: Die Figuren: dauergeil. Die Witze leider nicht.“

„John Waters, der in den 1970er- und 1980er-Jahren gegen Themen wie Homophobie und Prüderie anfilmte, bewegt sich mittlerweile auf engem Terrain, da seine einstmals provokanten Themen längst vom Mainstream-Kino aufgegriffen werden. Dennoch entstand eine amüsant-böse Sittenkomödie, die durch eine hochkarätige Besetzung überzeugt.“

## Auszeichnungen
Goldener Trailer 2005 in der Kategorie Trashiest Trailer